# Edith Peers-Williams

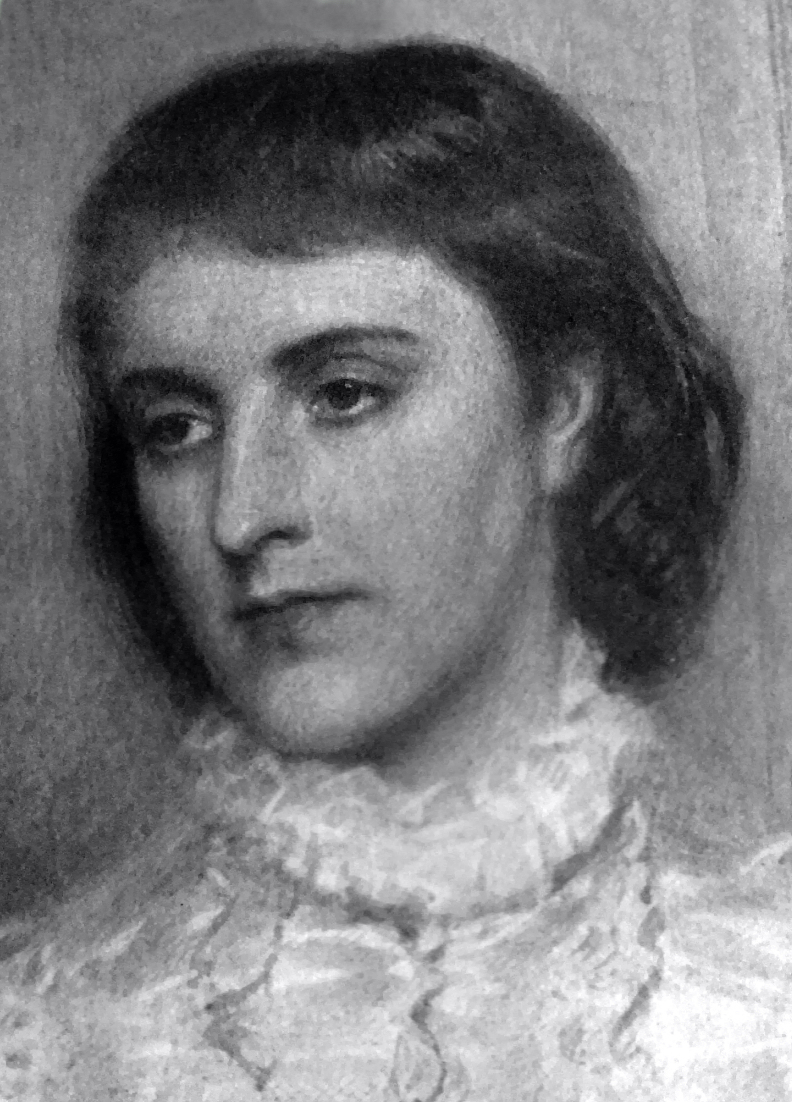
Lady Aylesford (um 1890)

Edith Finch, Countess of Aylesford (geborene Peers-Williams; † 23. Juni 1897 in London), war eine britische Adelige, die vor allem durch ihre Affäre mit Eduard, Prince of Wales und später ihre Verstrickung in die nach ihr benannte Aylesford-Affäre bekannt wurde.

## Leben
Ihr Vater war Thomas Peers-Williams, ein langjähriges Unterhausmitglied und Father of the House of Commons. Im Jahre 1871 heiratete sie Heneage Finch, 7. Earl of Aylesford (1849–1885), was sie zur Countess of Aylesford machte und einen sozialen Aufstieg für sie bedeutete; fortan war sie Teil der britischen Upper Class. Gemeinsam mit ihrem Mann hatte sie zwei Töchter.
Wie ihr Mann bewegte sie sich nun im Marlborough House Set genannten gesellschaftlichen Zirkel, zu dem auch Eduard, Prince of Wales gehörte. Mit diesem begann sie eine Affäre, die ihr Mann jedoch pflichtschuldig übersah und tolerierte.
Im Jahr 1875 begann sie mit dem Marquess of Blandford, Erbe des 7. Duke of Marlborough, eine Liebesaffäre, was zur Aylesford-Affäre führte. Sie informierte ihren Mann von ihrer Absicht, mit Blandford auszureißen. Ihr Mann, der nicht gewillt war, dies zu tolerieren, suchte zunächst ein Scheidungsverfahren einzuleiten, wurde aber von der Regierung Disraeli daran gehindert; angesichts der vergangenen Affäre mit dem Prince of Wales hätte ein Scheidungsverfahren viel weitere Kreise gezogen und wäre zu einem weit größeren Skandal ausgeartet.
Ihr Mann vollzog nun stattdessen stillschweigend eine Trennung und entzog seiner Frau jeglichen Umgang mit ihren gemeinsamen Kindern. Er zog nach Amerika, um den Gerüchten zu entgehen. Lady Aylesford, nun in den oberen Gesellschaftszirkeln des Viktorianischen Zeitalters ruiniert, setzte dagegen die Affäre mit Lord Blandford fort und ging mit ihm nach Paris, wo sie gemeinsam als Mr. und Mrs. Spencer logierten. Aus der Affäre ging 1881 ein gemeinsamer Sohn (Guy Bertrand) hervor. Der weithin als unzuverlässiger Lebemann bekannte Blandford verließ sie zu dieser Zeit jedoch wieder. Er kehrte kurzfristig zu seiner Frau zurück, und begann bald wieder damit, andere Liebschaften zu unterhalten.
Lord Aylesford versuchte (auch auf Druck seiner Familie aus erbrechtlichen Gründen) angesichts des illegitimen Kindes nun erneut eine Scheidung zu vollziehen, wurde jedoch stattdessen selbst der Untreue für schuldig befunden. Er verstarb 1885 in Amerika und hinterließ ihr lediglich eine kleine Rente. Gesellschaftlich geächtet und ohne eigenes Geld, verbrachte Lady Aylesford ihre letzten Lebensjahre in Armut. Sie starb 1897 in London.